# 天鷹座29
天鷹座ω2（Omega2 Aquilae），是從拉丁文的 ω2 Aquilae轉換而來，是拜耳命名法所賦予的名稱。這顆恆星是位在天球赤道上的星座，天鷹座的一顆恆星。它的視星等為6.0等，接近肉眼可以看見的下限。依據波特爾暗空分類法的尺度，這顆恆星要到天空足夠黑暗的荒郊野外才能用肉眼直接看到。當地球繞著太陽公轉時，這顆恆星的周年視差值為12.27mas，相當於與地球的有形距離為270光年（83秒差距），給出的誤差範圍在10光年。
分析這顆恆星的光譜，顯示的恆星光譜與A2V相匹配，表示它是A型主序星，大小是太陽的2倍。外大氣層的有效溫度為8,936K，使它輻射出A型星的白色色調</ref>。天鷹座ω2快速的投影轉速是每秒154公里。

## 外部連結
- Image Omega-2 Aquilae
- HR 7332（页面存档备份，存于）